# Dzielów
Dzielów (niem. Eiglau, cz. Děhylov) – wieś w Polsce położona w województwie opolskim, w powiecie głubczyckim, w gminie Baborów, na prawym, południowym brzegu Psiny. Dzielów graniczy z Rakowem i Baborowem. Znajduje się w nim m.in. świetlica wiejska.

## Nazwa
Pierwsze wzmianki o miejscowości w formach Dgehilhau, Dghehilob i Dzengilow pochodzą z 1340 roku. Nazwa była później notowana także w formach Dehilau, Dehylaw (1358), Dziehylow (1467), z Dielaw (1493), Egglau (1743), Eiglau, Dzielow (1784), Eiglau (1814), Eiglau, Dzielow (1845), Dziełów (1896), Dzielów (mor. Diehylow) – Eiglau (1939), Eiglau – Dzielów, -owa, dzielowski (1947).
Pierwotnie nazwa brzmiała Dzięgilów. Została ona utworzona od nazwy osobowej Dzięgil przez dodanie przyrostka -ów. Nazwa osobowa pochodziła od wyrazu pospolitego dzięgiel (stp. dzięgil, stczes. děhyl) oznaczającego roślinę zielną, rosnącą w wilgotnych zaroślach i na bagnistych łąkach. Od XVIII wieku występowała oboczna nazwa niemiecka Egglau lub Eiglau, która powstała od nazwy osobowej Eggle, Eigl z sufiksem -au.
W wymowie gwarowej: ʒ́elůf.

## Historia
Historycznie miejscowość leży na obszarze dawnej diecezji ołomunieckiej. Początkowo należała do pierwotnie morawskiego księstwa opawskiego, którego terytorium co najmniej od końca XV wieku było już uważane za część Górnego Śląska. W 1340 wzmiankowana po raz pierwszy miejscowość została zakupiona wraz z Baborowem przez Ofkę raciborską
Po wojnach śląskich znalazła się w granicach Prus i powiatu głubczyckiego. Językowo miejscowość była wymieszana i zarówno pod wpływem polsko-śląskiego dialektu sułkowskiego jak i pobliskiego laskojęzycznego Baborowa, np. w 1910 po polsku mówiło 46% a po czesku 34% mieszkańców. Pomimo tego identyfikowali się oni w większości jako Morawcy. Do głosowania podczas plebiscytu na Górnym Śląsku uprawnionych było w Dzielowie 366 osób, z czego 274, ok. 74,9%, stanowili mieszkańcy (w tym 268, ok. 73,2% całości, mieszkańcy urodzeni w miejscowości). Oddano 360 głosów (ok. 98,4% uprawnionych), w tym 358 (ok. 99,4%) ważnych; za Niemcami głosowało 349 osób (ok. 96,9%), a za Polską 9 osób (ok. 2,5%). W granicach Polski od końca II wojny światowej. Po drugiej wojnie światowej Morawców uznano za ludność polską i pozwolono im pozostać. Po 1956 nastąpiła fala emigracji do Niemiec.
W latach 1975–1998 miejscowość administracyjnie należała do ówczesnego województwa opolskiego.

## Zabytki

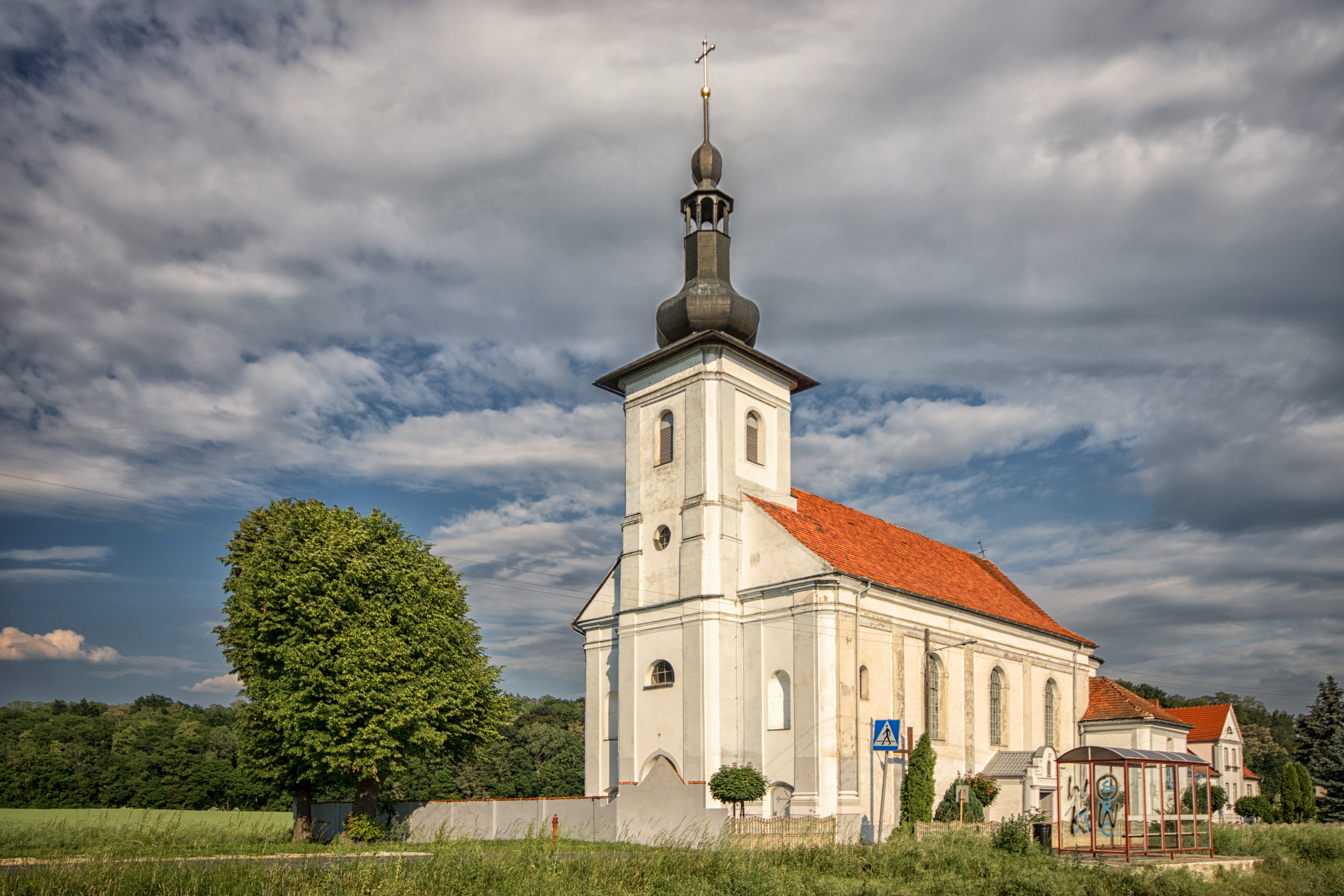
Kościół św. Mikołaja w Dzielowie

Do wojewódzkiego rejestru zabytków wpisane są:
- kościół par. pw. św. Mikołaja, z początku XVIII wieku, XIX w. ,
- zagroda nr 14, XIX wiek:
  - dwa domy,
  - ogrodzenie z bramą i furtą, nie istnieje,
- zagroda nr 20, z połowy XIX wieku:
  - dwa domy,
  - ogrodzenie z bramą i furtą.

## Religia
Na terenie wsi działalność religijną prowadzi Kościół Rzymskokatolicki.